# 1796
1796 (MDCCXCVI) fue un año bisiesto comenzado en viernes según el calendario gregoriano.

## Acontecimientos
- 26 de abril: Un terremoto de 6,8 sacude Siria dejando un saldo de 1.500 muertos.
- 10 de mayo: en Francia se produce la conspiración de Los Iguales.
- 14 de mayo: Edward Jenner inyecta la primera vacuna, usando suero debilitado de vacas afectadas por la viruela.
- 20 de julio: el explorador escocés Mungo Park llega al río Níger.
- 18 de agosto: se firma el Tratado de San Ildefonso entre España y Francia.
- 18 de agosto: España declara la guerra al Reino Unido.
- 6 de noviembre: en Estados Unidos se celebran elecciones presidenciales y al no presentarse el presidente George Washington, el candidato federalista John Adams se impone tan solo por tres votos electorales sobre el nuevo candidato demócrata-republicano, Thomas Jefferson.
- 17 de noviembre: en Rusia Pablo I es nombrado emperador.

## Arte y literatura
- Matthew Gregory Lewis, a los diecinueve años, escribe El monje, considerada una de las primeras obras de la literatura gótica.

## Nacimientos
- 26 de enero: Policarpa Salavarrieta, heroína que espió a las fuerzas independentistas criollas durante la reconquista española. (f. 1817)
- 12 de febrero: Eulalia Ramos Sánchez, heroína de la Independencia de Venezuela (f. 1817)
- 17 de febrero: Giovanni Pacini, compositor italiano (f. 1867)
- 22 de febrero: Lambert Adolphe Jacques Quételet, astrónomo y matemático belga (f. 1874)
- 17 de febrero: Philipp Franz von Siebold médico y botánico alemán (f.1866)
- 14 de marzo: Oscar López médico, astrónomo, líder de movimiento te liberación en el pueblo de Tehuacán. (f. 1817)
- 4 de mayo: William H. Prescott, historiador e hispanista estadounidense (f. 1859)
- 26 de mayo: Alos II, príncipe de Liechtenstein
- 28 de junio: Carolina Amalia de Augustenburg, reina consorte de Dinamarca (f. 1881).
- 16 de julio: Camille Corot, pintor francés (f. 1875)
- 8 de diciembre: Ferdinand Wolf, hispanista austríaco
- 24 de diciembre: Fernán Caballero, seudónimo de la escritora Cecilia Bohl de Faber (f. 1877)
- 25 de diciembre: Juan Esteban Pedernera, militar de las guerras civiles y héroe de la Independencia de Argentina. Último Presidente de la Confederación Argentina. (f. 1886)

## Fallecimientos
- 9 de abril: Felipe Scío de San Miguel, religioso y pedagogo español.
- 10 de octubre: Juliana María de Brunswick-Wolfenbüttel, reina consorte danesa (n. 1729).
- Chica da Silva, esclava brasileña. (n. 1732).